# Arben Selmani
Arben Selmani  (* 26. August 1987) ist ein österreichischer Fußballspieler. Nachdem sein Vertrag beim SC Austria Lustenau nicht verlängert wurde, ist er gegenwärtig vereinslos.

## Karriere
Selmani, der in Wien aufwuchs, begann seine Karriere beim FC Stadlau und später beim Floridsdorfer AC. 2006 kam er in die erste Mannschaft des First Vienna FC, von wo er über den FC Tulln in die Erste Liga (zweithöchste Spielklasse Österreichs) zum SC Austria Lustenau wechselte. In drei Saisonen bei den Vorarlbergern absolvierte Selmani nur 15 Spiele und erzielte ein Tor, wobei er in der Saison 2009/10 überhaupt nur ein einziges Mal, am 24. Juli 2009 bei der 0:5-Niederlage beim FC Wacker Innsbruck, zum Einsatz kam. Dies führte auch dazu, dass sein Vertrag im Sommer 2010 nicht mehr verlängert wurde.